# Al-Quwwat al-Jawwiyya al-Yamaniyya
La Al-Quwwat al-Jawwiyya al-Yamaniyya, (in arabo القوﺍﺕ الجوية ﺍﻟﻴﻤﻨﻴـة‎?), è l'attuale aeronautica militare dello Yemen e parte integrante delle forze armate yemenite.
Istituita nel 1990, al momento della riunificazione della Repubblica Araba dello Yemen e della Repubblica Democratica Popolare dello Yemen, acquisì gli aeromobili in forza a quest'ultima, di regime filocomunista, di produzione sovietica.

## Aeromobili in uso
Sezione aggiornata annualmente in base al World Air Force di Flightglobal del corrente anno. Tale dossier non contempla UAV, aerei da trasporto VIP ed eventuali incidenti accorsi durante l'anno della sua pubblicazione. Modifiche giornaliere o mensili che potrebbero portare a discordanze nel tipo di modelli in servizio e nel loro numero rispetto a WAF, vengono apportate in base a siti specializzati, periodici mensili e bimestrali. Tali modifiche vengono apportate onde rendere quanto più aggiornata la tabella.
| Aeromobile                      | Origine     | Tipo                                                     | Versione (denominazione locale) | In servizio (2024) | Note | Immagine |
| Aerei da combattimento          |             |                                                          |                                 |                    |      |          |
| Northrop F-5 Tiger II           | Stati Uniti | aereo da cacciaconversione operativa                     | F-5EF-5B                        | 112                |      |          |
| Mikoyan-Gurevich MiG-29 Fulcrum | Russia      | aereo da cacciaconversione operativa                     | MiG-29SMTMiG-29UBT              | 23                 |      |          |
| Mikoyan-Gurevich MiG-21Fishbed  | Russia      | cacciabombardiereaereo da cacciaconversione operativa    | MiG-21bisMiG-21MFMiG-21UM       | 19                 |      |          |
| Sukhoi Su-22 Fitter             | Russia      | cacciabombardiereconversione operativa                   | Su-22M-2Su-22U                  | 23                 |      |          |
| Aerei per impieghi speciali     |             |                                                          |                                 |                    |      |          |
| Cessna 208 Caravan              | Stati Uniti | ISR                                                      | C208 ISR                        | 2?                 |      |          |
| Aerei da trasporto              |             |                                                          |                                 |                    |      |          |
| Antonov An-26 Curl              | Ucraina     | aereo da trasporto tattico                               | An-24An-26                      | 3                  |      |          |
| Aerei da addestramento          |             |                                                          |                                 |                    |      |          |
| Aero L-39 Albatros              | Rep. Ceca   | aereo da addestramento avanzato attacco al suolo leggero | L-39Z                           | 28                 |      |          |
| Elicotteri                      |             |                                                          |                                 |                    |      |          |
| Agusta Bell AB212 Twin Huey     | Italia      | elicottero utility                                       | AB212                           | 4                  |      |          |
| Mil Mi-8 Hip                    | Russia      | elicottero utility                                       | Mi-8TMi-17                      | 34                 |      |          |
| Mil Mi-14 Haze                  | Russia      | SAR                                                      | Mi-14                           | 2                  |      |          |
| Kamov Ka-32 Helix               | Russia      | SAR                                                      | Ka-32                           | 2?                 |      |          |
| Mil Mi-24 Hind                  | Russia      | elicottero d'attacco                                     | Mi-25Mi-35                      | 14                 |      |          |
| Bell UH-1 Iroquois              | Stati Uniti | elicottero utility                                       | UH-1H                           | 4                  |      |          |
| Bell 206                        | Stati Uniti | elicottero utility                                       | Bell 206                        | 1                  |      |          |

## Aeromobili ritirati
- Mikoyan-Gurevich MiG-23BN Flogger
- Mikoyan-Gurevich MiG-23UB Flogger
- Lockheed C-130 Hercules
- Antonov An-12 Cub
- Yakovlev Yak-11
- Zlin Z 142
- Agusta Bell AB204B